# Elecciones parlamentarias de Hungría de 1980
Las elecciones parlamentarias de Hungría se realizaron el 8 de junio de 1980. El Partido Socialista Obrero Húngaro fue el único partido en disputar las elecciones y ganó 252 de los 352 escaños, mientras que los otros 100 fueron ocupados por independientes designados por el partido. De las 352 circunscripciones, solo en quince se presentó más de un candidato.

## Resultados
| Partido                           | Votos     | %    | Escaños | +/– |
| --------------------------------- | --------- | ---- | ------- | --- |
| Partido Socialista Obrero Húngaro | 7 462 593 | 99.3 | 252     | +37 |
| Independientes                    | 7 462 593 | 99.3 | 100     | –37 |
| Oposición                         | 54 070    | 0.7  | –       | –   |
| Votos en blanco/nulos             | 60 738    | –    | –       | –   |
| Total                             | 7 577 401 | 100  | 352     | 0   |
| Participación electoral           | 7 809 407 | 97.0 | –       | –   |
| Fuente: Nohlen & Stöver           |           |      |         |     |